# Sterne royale
Thalasseus maximus
Espèce
Statut de conservation UICN

 LC  : Préoccupation mineure
La sterne royale (Thalasseus maximus) est une espèce d'oiseaux appartenant à la famille des Laridae. Elle mesure 51 centimètres pour une envergure de 1,30 mètre et pour un poids de 400 grammes.

## Description
Son bec est large et puissant. Les ailes et le dos sont gris pâle, les parties inférieures sont blanches. En plumage nuptial le haut de la tête porte une calotte noire qui disparaît partiellement pendant l'hiver. Cependant la crête à l'arrière du crâne reste permanente. Le bec est rouge-orangé et il est long et pointu. Les pattes sont noires, courtes et épaisses. Les doigts sont palmés.

## Chant
Son cri habituel est une sorte de "kirrrêk" râpeux. Mais les juvéniles émettent plutôt un "ouii-ouii-ouii" strident lorsqu'ils suivent les adultes.

## Habitat
Cette sterne vit sur le littoral.

## Distribution
Voir la carte ci-dessus

## Vol

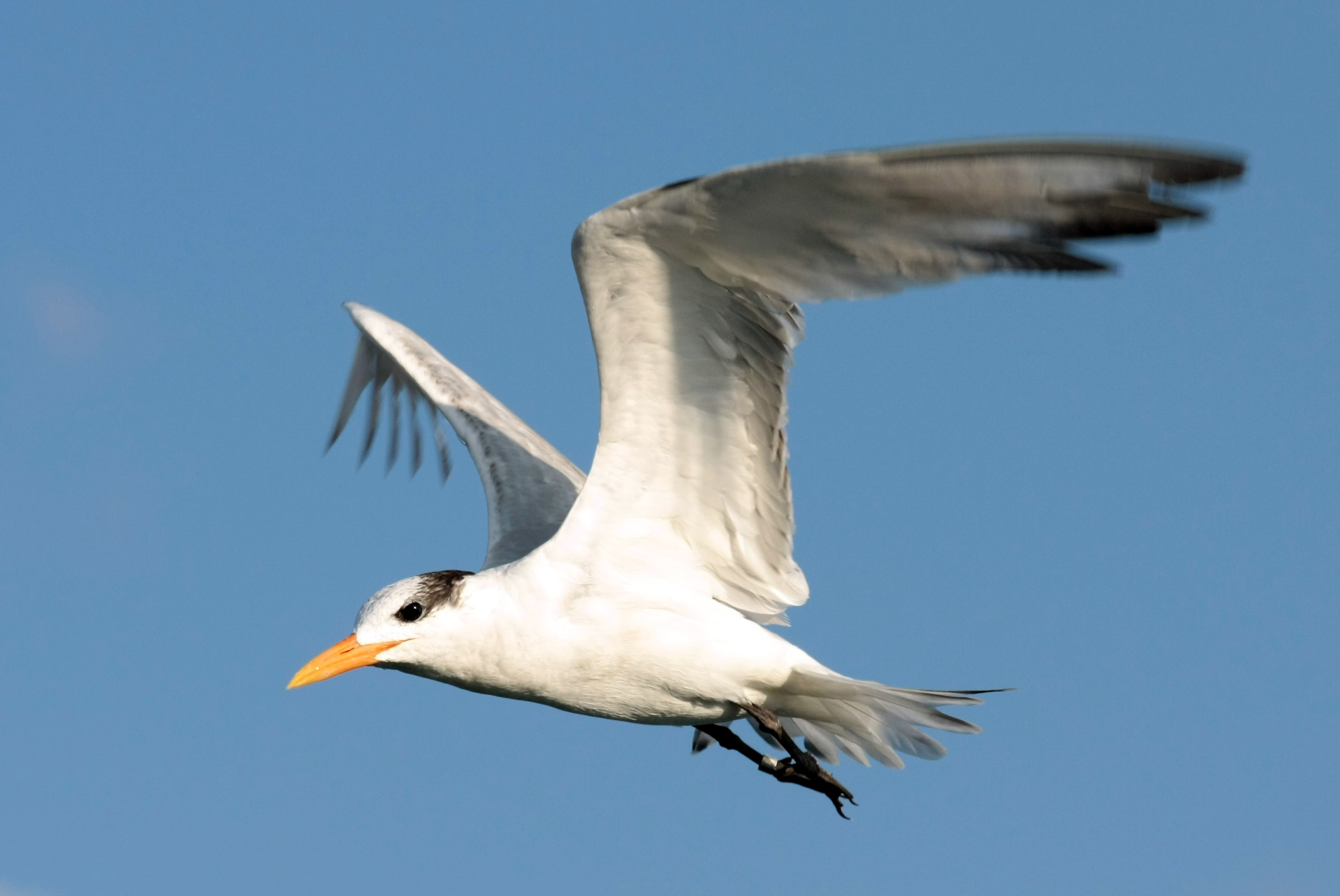
Sterne royale en vol

La sterne royale vole longtemps au dessus de l'eau avant de plonger. Elle peut aussi voltiger sur place avant d'aller à l'eau. 

## Nidification
La sterne royale niche en colonie. Une colonie peut compter plus de 100 individus.

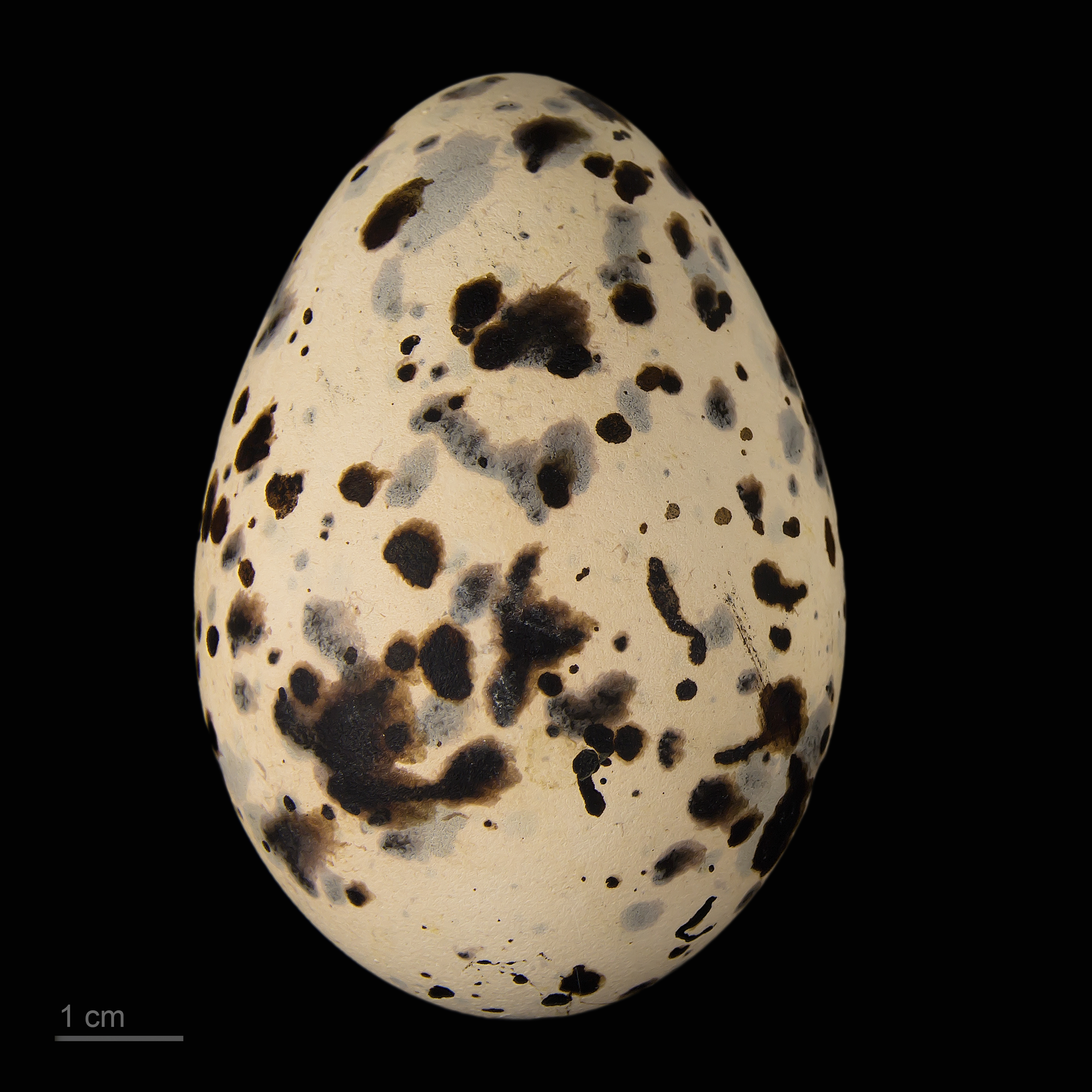
Œufs de Thalasseus albididorsalis - Muséum de Toulouse

## Alimentation
La sterne se nourrit de poissons.

## Taxinomie
D'après Alan P. Peterson, cette espèce est constituée des deux sous-espèces suivantes :
- Thalasseus maximus albididorsalis (Hartert) 1921 (à présent, d'après la classification du la classification de référence du Congrès ornithologique international (version 12.2, 2022)[1], Thalasseus albididorsalis);
- Thalasseus maximus maximus (Boddaert) 1783 (à présent, Thalasseus maximus).